# Journal of the Siam Society
Le Journal of the Siam Society (Journal de la société du Siam) est une revue scientifique révisé par des pairs et en accès libre, publié par la société du Siam (Siam Society (en)) qui a été établie en 1904 à Bangkok, en Thaïlande,,.
George Cœdès, le prince Damrong Rajanubhab, le prince Dhani Nivat ... ont écrit de nombreux articles dans ce journal.

Couvertures du Journal of the Siam Society
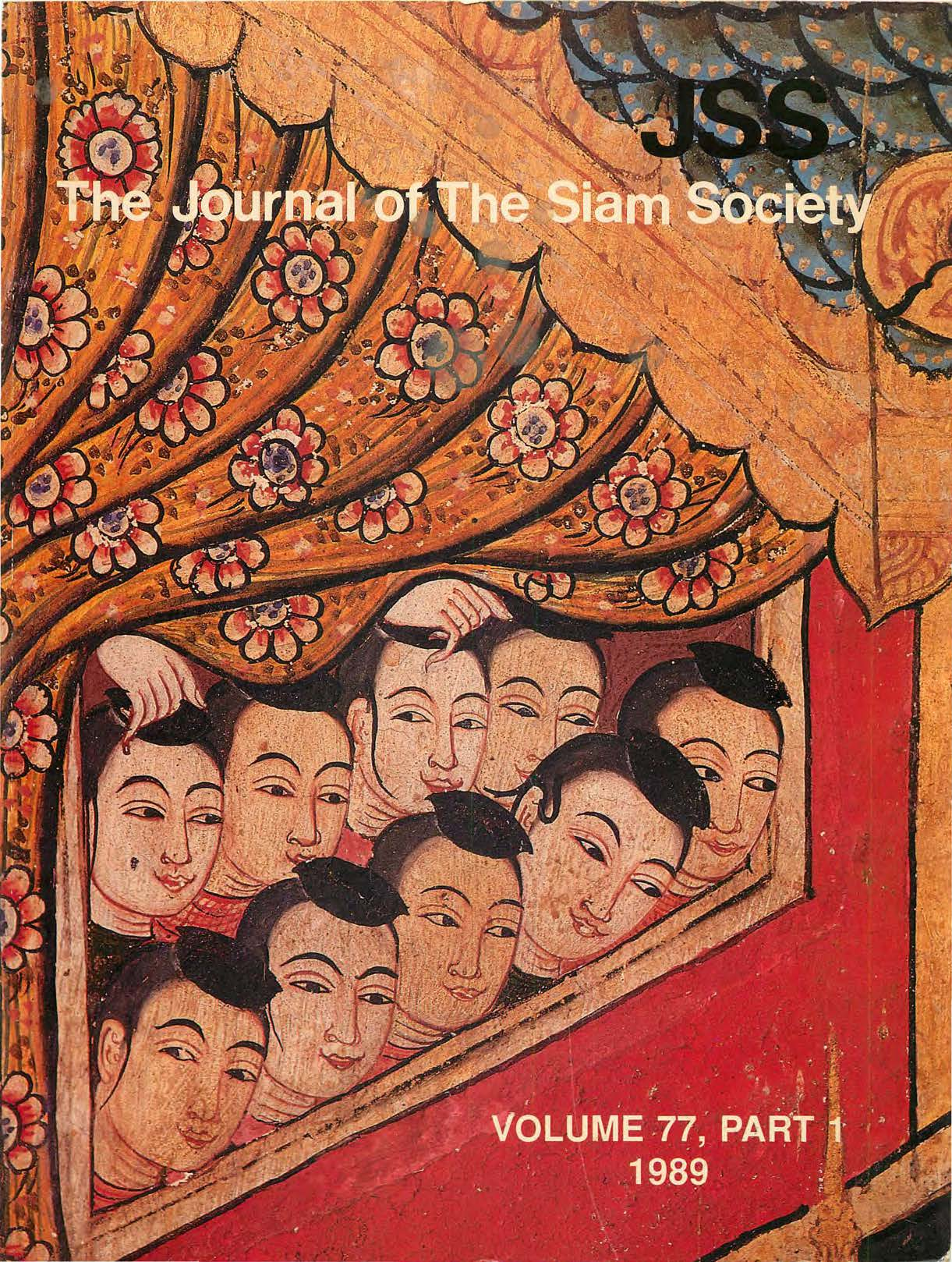
1989
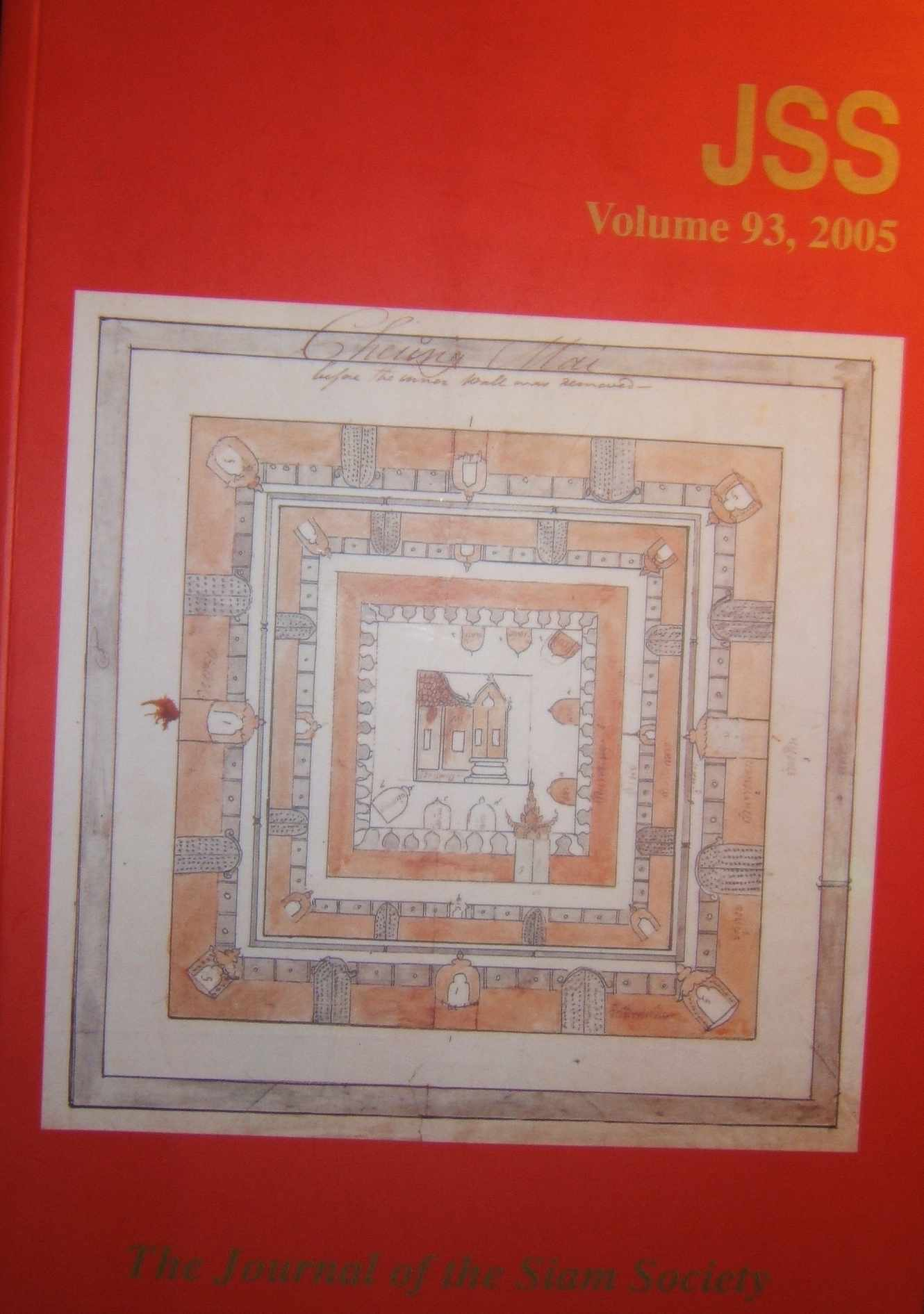
2005
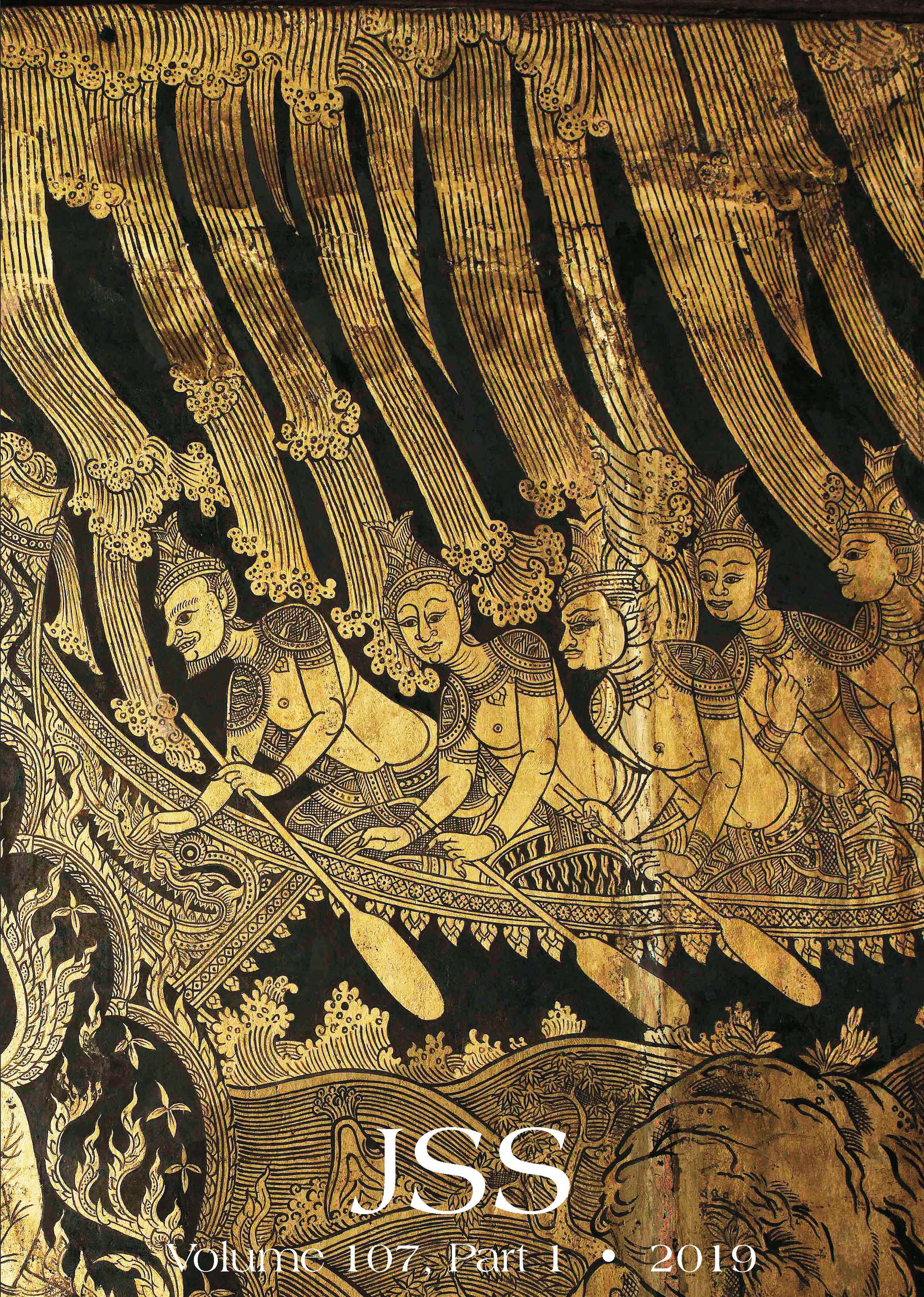
2019